# Malczów
Malczów (niem. Maltschawe) – wieś w Polsce położona w województwie dolnośląskim, w powiecie trzebnickim, w gminie Trzebnica.

## Podział administracyjny
W latach 1975–1998 miejscowość administracyjnie należała do województwa wrocławskiego.

## Nazwa
Według Heinricha Adamy'ego nazwa miejscowości pochodzi od polskiej nazwy określającej niedużą wielkość – słowa "mały". W swoim dziele o nazwach miejscowych na Śląsku wydanym w 1888 roku we Wrocławiu jako starszą od niemieckiej wymienia on nazwę w staropolskiej formie – Malczaw podając jej znaczenie "Sehr kleiner Ort" czyli po polsku "bardzo małe osiedle". Niemcy zgermanizowali nazwę na Maltschawe w wyniku czego utraciła ona swoje pierwotne znaczenie.

## Demografia
Według Narodowego Spisu Powszechnego (III 2011 r.) liczył 71 mieszkańców. Jest najmniejszą miejscowością gminy Trzebnica.